# Общественный транспорт Челябинска
Общественный транспорт Челябинска — система городского пассажирского транспорта города Челябинска. Общественный транспорт Челябинска представлен автобусами, троллейбусами, трамваями и маршрутными такси.
Челябинским автобусным и электрическим (трамваи и троллейбусы) транспортом в городе занимаются компании  МУП «Служба организации движения»(автобусы), ООО «ЧелябГЭТ»(трамваи), ООО «Синара‑ГТР Челябинск»(троллейбусы)

## Общие сведения
Подвижной состав автобусной системы был полностью обновлён к 2012 году, однако из-за финансовых проблем происходит постоянное сокращение автобусных маршрутов и увеличение интервала у некоторых маршрутов, что вызывает возмущения у жителей Челябинска и вопросы у администрации города.
Челябинский электротранспорт к началу 2020-х был запредельно изношен: 97 % трамваев и 90 % троллейбусов выработали свой срок и подлежали списанию. Челябинские власти для решения проблемы запредельной изношенности с 2011 года приступили к модернизации старых вагонов, которая сопровождается нарушениями технологических норм и в следствие бывали случаи, что «модернизированные» вагоны некорректно работали или даже сгорали. Пыталась администрация Челябинска модернизировать и троллейбусы, превращая их в электробусы, однако после постоянных неисправностей в работе электробусов и осознания неэффективности модернизации, власти решили модернизацией больше не заниматься.
В связи с плачевным состоянием муниципального транспорта, доля частных перевозок (маршрутные такси) составляет 70 %. Заявления и планы городской власти по решению проблем общественного транспорта выглядят неубедительными, так как в 2010—2014 годах городские власти уже пытались решить данную проблему, но безуспешно.
С начала 2022 года проводится транспортная реформа Челябинской агломерации продолжительностью 4 года, в ходе реформы проводится обновление подвижного состава, совершенствование билетного меню, модернизация транспортной инфраструктуры и оптимизация маршрутной сети. Открыт Челябинский завод городского электрического транспорта с планируемым объёмом выпуска 350 троллейбусов «Синара-6254» в год, ведётся строительство троллейбусного депо и метротрамвая, разработано информационное сопровождение реформы.

## Виды городского транспорта
|              | Автобус                      | Трамвай        | Троллейбус                 | Маршрутное такси                           | Метротрамвай                                                                                         |
| ------------ | ---------------------------- | -------------- | -------------------------- | ------------------------------------------ | --- |
| Дата запуска | 13 сентября 1925 года        | 5 января 1932  | 5 декабря 1942             | май 1996 1 сентября 1999                   | 1992 (начало строительства)                                                                          |
| Перевозчик   | Частные компании и МУП «СОД» | ООО «ЧелябГЭТ» | ООО «Синара‑ГТР Челябинск» | Частные компании                           | Оператор проекта – АО «Челябинский метротрамвай», проектирование и строительство ведёт «Моспроект–3» |
| Состояние    | Прогресс                     | Прогресс       | Прогресс                   | Сокращение (перевод на регулируемый тариф) | Строительство                                                                                        |

### Маршрутное такси
Маршрутные такси в Челябинске работают с 1999 года. На данный момент это самый популярный общественный транспорт, доля маршрутных такси от общих пассажирских перевозок достигает 70 %.

### Метрополитен
Печально известное челябинское метро, строящееся с 1992 года, готово лишь на 20 %. До возобновления финансирования строительства из государственного бюджета, которое отменено с 2009 года, открытие пускового участка из 5 станций представляется возможным не ранее 2033—2043 годов.

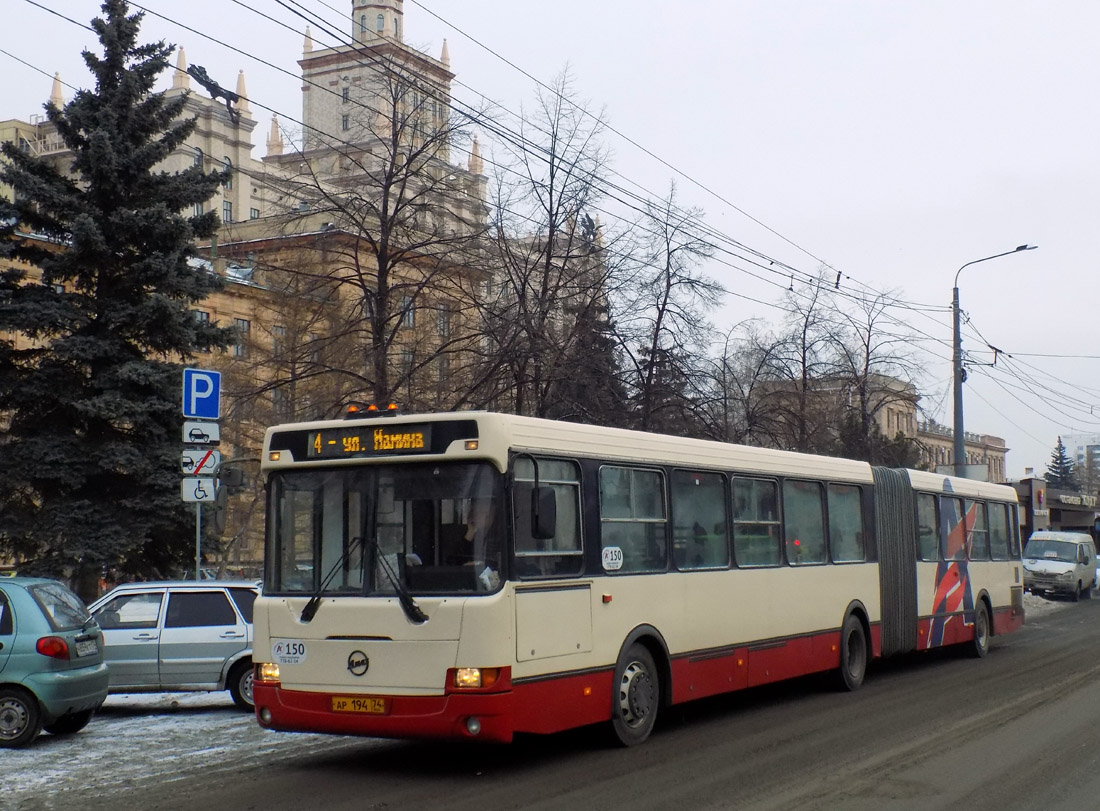
ЛиАЗ-6212 у ЮУрГУ

### Трамвай
Трамвай был открыт 5 января 1932 года. На настоящий момент действует 14 трамвайных маршрутов, эксплуатируется 300 вагонов, обслуживаемых в двух трамвайных депо. Трамвайная система охватывает все районы города и в 2012 году ежедневно перевозила 131,1 тысяч человек.

## Междугородный транспорт
| Тип          | Автовокзалы                                                                      | Автовокзалы                                | Автовокзалы                                        | Автостанции                                     | Автостанции                                                  | Конечная станция                                                |
| Название     | Центральный                                                                      | Восточные ворота                           | Челябинск–Пригородный                              | Северные ворота                                 | Южная (Областная больница)                                   | улица Чичерина                                                  |
| ------------ | -------------------------------------------------------------------------------- | ------------------------------------------ | -------------------------------------------------- | ----------------------------------------------- | ------------------------------------------------------------ | --------------------------------------------------------------- |
| Расположение | Торговый комплекс «Синегорье» 454091, город Челябинск, улица Степана Разина, 9/2 | 454077, город Челябинск, улица Бажова, 35А | 454091, город Челябинск, улица Степана Разина, 11А | 454036, город Челябинск, Свердловский тракт, 1Н | 454087, город Челябинск, улица Блюхера, 45 (45; 45/1 и 45/3) | Остановка общественного транспорта на проспекте Победы на север |
| Спецификация | Междугородное и международное                                                    | Пригородное и междугородное сообщение      | Пригородное и междугородное сообщение              | Пригородное и междугородное сообщение           | Пригородное и междугородное сообщение                        | Пригородное и междугородное сообщение                           |
| Направление  | Все направления                                                                  | Все направления                            | Все направления                                    | Северное                                        | Южное                                                        | Западное                                                        |

В городе существует 1 автовокзал и 2 автостанции, откуда осуществляются международные, междугородные и пригородные автобусные сообщения: автовокзал «ДС «Юность» (или «Центральный») – обслуживает все направления, автостанция «Северные ворота» – обслуживает преимущественно северное и северо–западное направления, автостанция «ТК «Синегорье» (или «Южный автовокзал», или «Южные ворота») – обслуживает все направления (находится возле железнодорожного вокзала на Привокзальной площади), автостанция «Областная больница» – обслуживает преимущественно западное и южные направления. Пригородный транспорт представлен автобусами пригородного маршрута, отправляющимися с автостанций, и железнодорожным транспортом – пригородными поездами (на территории города находится свыше 20 пассажирских станций и платформ, самая крупная станция Челябинск-Главный, имеющая 2 вокзальных здания: пригородное и главное, отправляющая ежегодно 5,6 млн пассажиров.

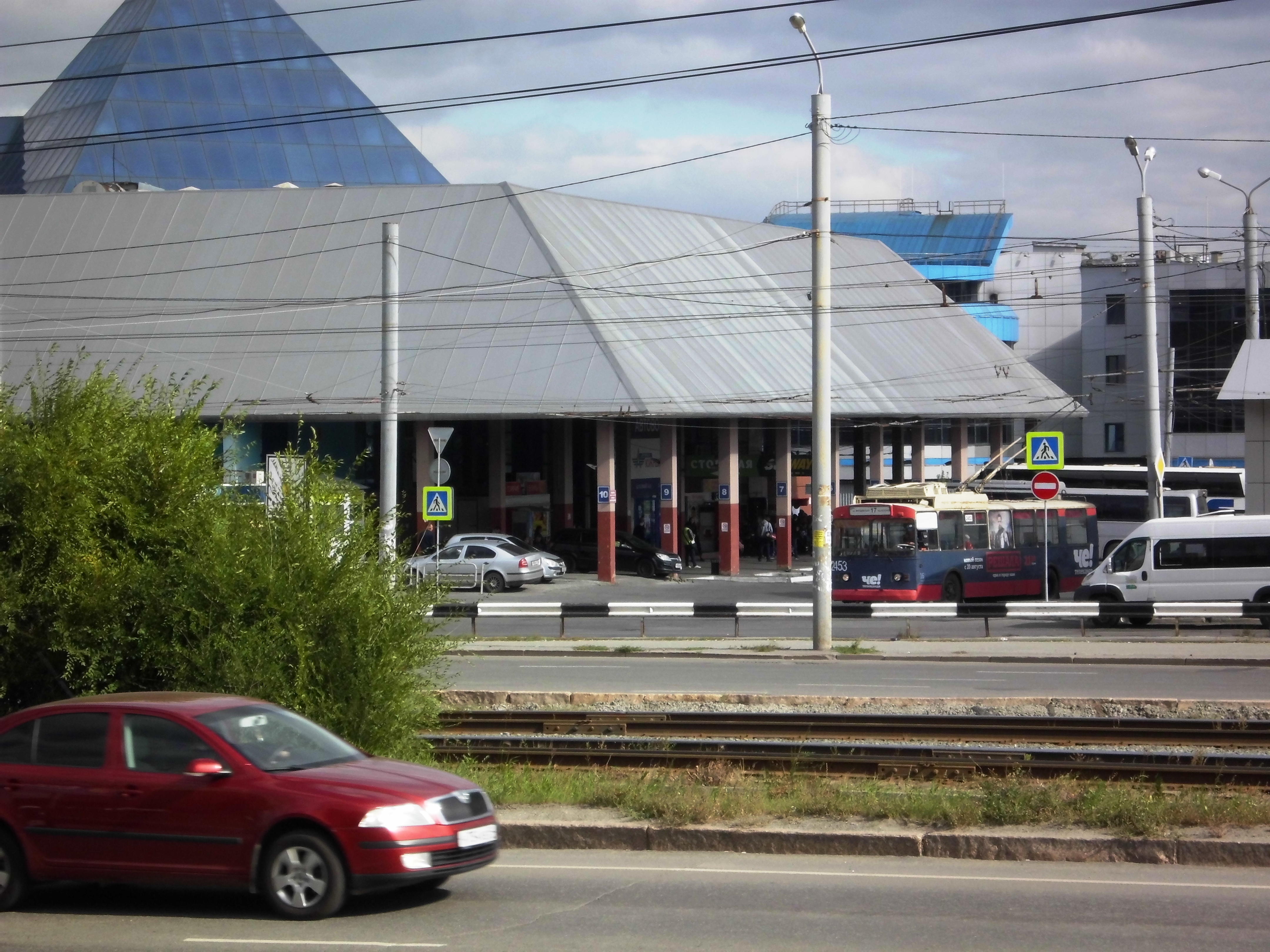
Перроны автовокзала «ТК Синегорье»
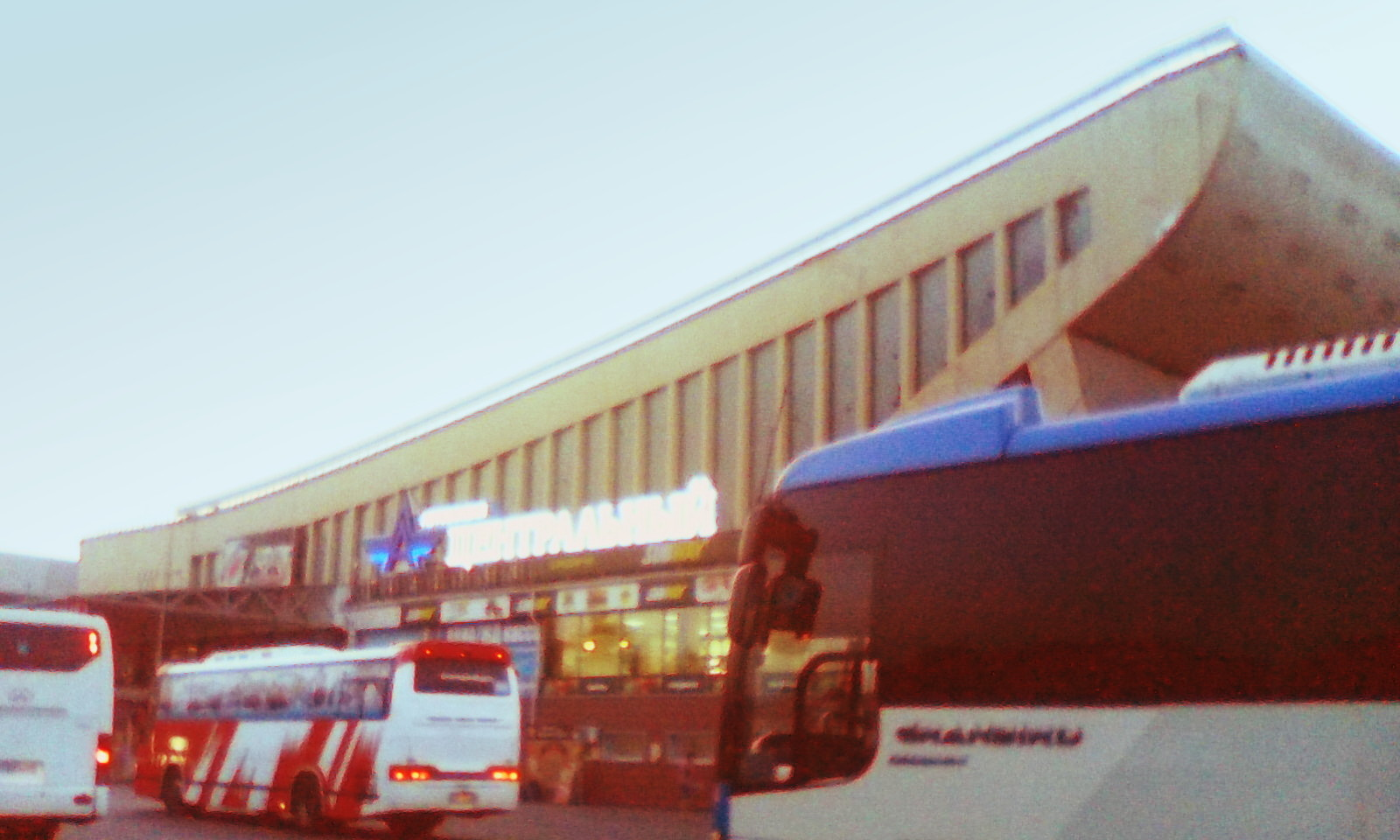
Стоянка автобусов автовокзала «Центральный»
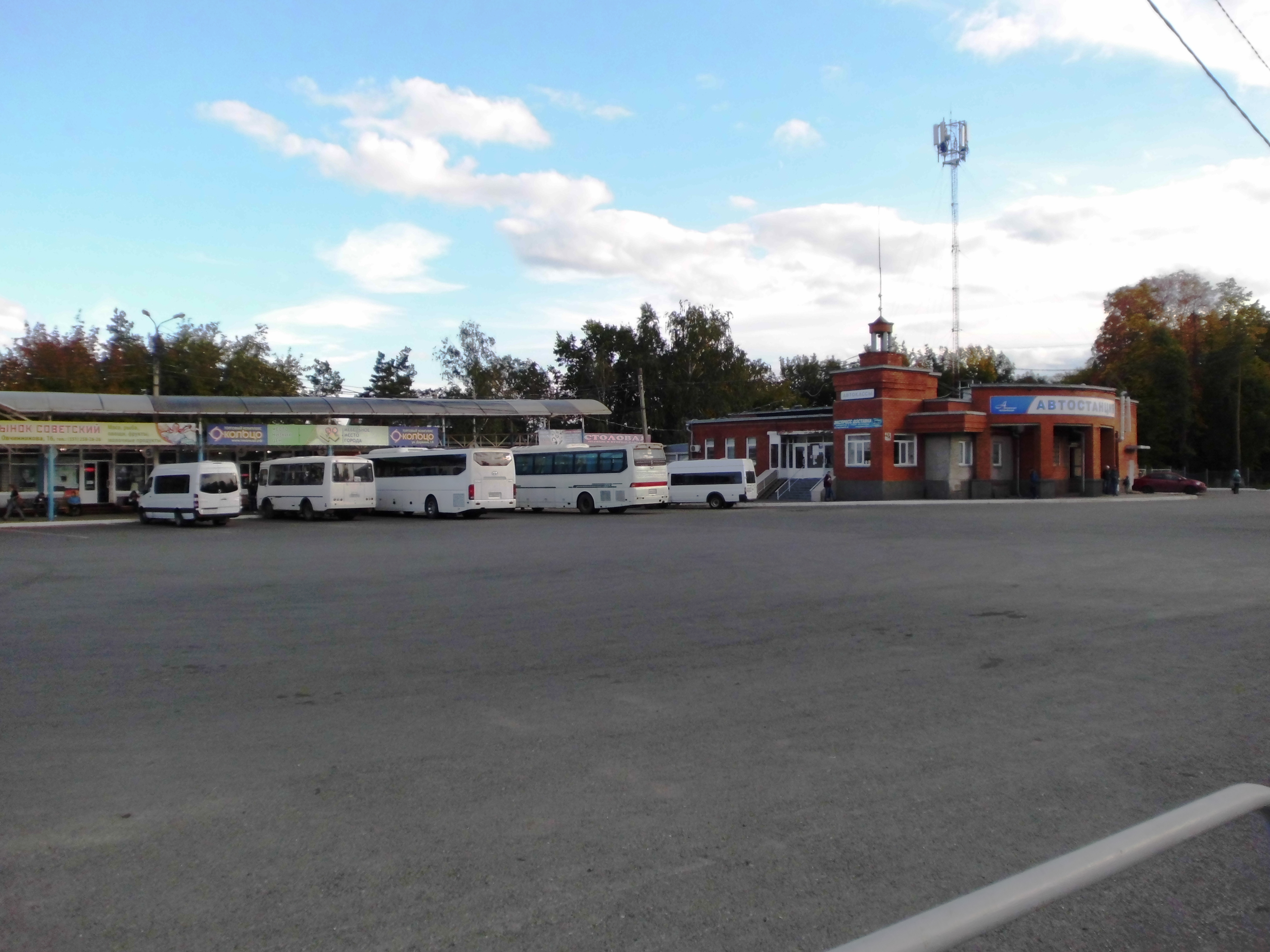
Автостанция «Областная больница»

## Железнодорожный вокзал и аэропорт
Центром железнодорожных перевозок Челябинска является главный железнодорожный вокзал города станции «Челябинск-Главный». Двухэтажное здание вокзала было построено в 1965 году, а позже реконструировано в 2005 году. В Челябинске находится Управление Южно-Уральской железной дороги, эксплуатационная длина которой 4562 км, проходящей по территории Курганской, Омской, Оренбургской, Челябинской областей, Республики Башкортостан и Костанайской области, находящейся в северной части Казахстана. В 2014 году в пределах ЮУЖД в пригородном сообщении было отправлено 7,6 млн пассажиров, а в области пригородными поездами поездку совершили 3,7 млн пассажиров.
В 18 километрах к северо-востоку от центра Челябинска располагается международный аэропорт «Челябинск». Двухэтажное здание аэропорта было построено в 1955 году и в данный момент состоит из двух залов ожидания — сектора внутренних линий и международного сектора. Пассажиропоток в 2015 году составил 1 239 212 пассажиров, а сам аэропорт занимает 23 место по объёму перевозок среди российских аэропортов.